# 무소속
무소속(無所屬, 영어: independent)이란 일반적으로 어느 곳에도 소속되지 않음을 의미한다. 

## 정치에서의 무소속
어느 정당에도 소속되어 있지 않은 정치인을 뜻한다. 무파(無派)라고도 부른다.
일부 정치인은 어떤 정당의 강령에도 부합하지 않는 정치적 견해를 갖고 있어 해당 정당에 가입하지 않기로 결정한다. 일부 독립 정치인은 이전 당원으로서 특정 정당에 소속되어 있을 수도 있고, 그 정당에 동조하는 견해를 갖고 있지만 해당 정당의 이름을 따르지 않기로 선택하거나 해당 정당이 다른 후보를 선택했기 때문에 그렇게 할 수 없는 경우도 있다. 다른 사람들은 국가 수준에서 정당에 속하거나 이를 지지하지만 다른 수준에서는 공식적으로 정당을 대표해서는 안 된다고 믿는다(따라서 정당의 정책에 따라야 함). 어떤 경우에는 정치인이 등록되지 않은 정당의 구성원이어서 공식적으로 무소속으로 인정될 수도 있다.
공직자는 정당 가입을 잃거나 거부한 후 독립할 수 있다.
무소속자는 때때로 다른 무소속자와 정당, 동맹 또는 기술 그룹을 형성하기로 선택하고 해당 조직을 공식적으로 등록할 수 있다. "무소속"이라는 단어가 사용되는 경우에도 이러한 동맹은 정당과 많은 공통점을 가질 수 있으며, 특히 "무소속" 후보를 승인해야 하는 조직이 있는 경우 더욱 그렇다.

## 기타
- 무소속 (유럽 의회)

## 같이 보기
- 백벤처
- 중도주의
- 벤저민 프랭클린
- 무당파 (정치)
- 급진중도
- 부동표
- 혼합정치